# 岐南町ほほえみ会館
岐南町ほほえみ会館（ぎなんちょうほほえみかいかん）は、岐阜県羽島郡岐南町にある公共施設。

## 概要
- 2006年（平成18年）4月開館。
- 子どもたちが安全で安心して居られる場所を目的とした施設である。また、子どもたちが学習、文化活動、及び異年齢の児童や地域住民との交流の場である（児童館の類似施設といえる）。

## 施設
- 学習室（1・2）
- 和室（1・2）
- ホール
- わんぱくキッズ
- すこやかキッズ
- ふれあいルーム

## 利用案内
- 利用時間：9:00～21:30　※17:30～21:30は施設の使用予約がある時間のみ開館
- 休館日：月曜日、年末年始（12月29日～1月3日）
- 料金：和室、ホールは有料（事前予約制）

## 交通アクセス
- 名鉄名古屋本線「岐南駅」下車、徒歩約15分。
- 岐阜バス松籟加納線「中保育教育園前」バス停より徒歩約3分。
  - 岐阜駅（JR岐阜駅バスターミナル）・名鉄岐阜駅（名鉄岐阜のりば）より【E15】「岐南営業所」行き。

## 周辺施設
- 岐南町立北小学校
- 岐南町役場
- 岐南町中央公民館
- DCM21岐南店
- スギ薬局岐南店